# Galtellì
Galtellì település Olaszországban, Szardínia régióban, Nuoro megyében. Lakosainak száma 2354 fő (2023. január 1.). Galtellì Dorgali, Loculi, Onifai, Orosei, Irgoli és Lula községekkel határos.

## Népesség
A település lakossága az elmúlt években az alábbi módon változott:
| Lakosok száma | 2435 | 2440 | 2354 |
|               | 2017 | 2018 | 2023 |